# Liang Shuming

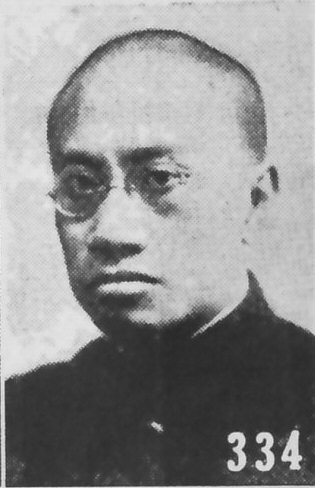
Liang Shuming, vor 1937

Liang Shuming (chinesisch 梁漱溟, Pinyin Liáng Shùmíng, W.-G. Liang Shu-ming; * 18. Oktober 1893 in Peking, Chinesisches Kaiserreich; † 23. Juni 1988 in Peking, Volksrepublik China) war ein chinesischer Philosoph und prominenter Führer in der Ländlichen Aufbaubewegung. Sein Grab im Kreis Zouping steht auf der Liste der Denkmäler der Provinz Shandong (3-289).